# Động đất Lào 2007
Lúc 15 giờ 56 phút chiều, 16 tháng 5 năm 2007, một trận động đất mạnh 6,1 độ Richter xảy ra ở phía tây bắc Lào, gần biên giới Thái Lan. Các tòa nhà cao tầng tại thủ đô Bangkok cũng bị chấn động.

## Chi tiết
Tâm động đất có vị trí 20,59 độ vĩ bắc, 100,74 độ kinh đông. Khu vực này gần với vùng giáp ranh của Thái Lan và Myanmar. Vụ động đất xảy ra ở sâu 33 km dưới đất, 137 trạm quan sát động đất trên thế giới đã ghi nhận được cơn địa chấn này. Chấn động bắt đầu khoảng vài phút trước 4 giờ chiều ngày 16 tháng 5. Tâm động đất cách Chiang Rai (Thái Lan) 110 km, cách cố đô Luang Prabang (Lào), cách thủ đô Viêng Chăn (Lào) 340 km và cách Bangkok (Thái Lan) 745 km.
Cơn động đất đã khiến những nhiều người đang mua sắm tại các trung tâm thương mại lớn tại và nhân viên trong các cao ốc tại Bangkok bỏ chạy hoảng loạn ra ngoài. Tuy nhiên những người dân tại Luang Prabang lại chỉ cảm thấy độ rung rất nhỏ. Nhiều người ở những cao ốc tại Sathorn, Silom, Sukhumwit, Phayatai và Vipavadi cũng cảm thấy bị rung lắc. Tại tỉnh Chiang Rai, thị trấn ở bắc Thái Lan, động đất làm rung chuyển cả vùng nhưng không có báo cáo thiệt hại hay thương vong. Nhiều người tại Chiang Mai, thành phố du lịch nổi tiếng, đã đổ ra đường khi các toà nhà lay chuyển.

## Thiệt hại
Không có thông tin về thiệt hại tại Lào và Thái Lan.